# انتخابات الرئاسة البرازيلية 2010
انتخابات الرئاسة البرازيلية 2010 هي الانتخابات الرئاسية التي جرت في 3 أكتوبر 2010، و31 أكتوبر 2010، في البرازيل، لانتخاب رئيس البرازيل، فاز بالانتخابات ديلما روسيف.